# 雲 (戯曲)
『雲』（くも 古希: Νεφέλαι Nephélai, ネペライ、羅: Nubes）は、古代ギリシアのアリストパネスによるギリシア喜劇。ソフィストたちを風刺した。実在の哲学者ソークラテースが登場する。
オリジナル作品は紀元前423年の大ディオニューシア祭で上演されたが、最下位の3等で終わった。優勝はクラティノスの『酒壺（ピューティネー）』、2等はアメイプシアスの『コンノス』だった。その後、数年以内に手が加えられて改作され、現在の形になったが、上演されることはなかった。

## あらすじ
借金苦の田舎紳士ストレプシアデースは、乗馬にうつつを抜かす息子ペイディッピデースに、ソフィストであるソークラテースの道場で詭弁を習って来いと勧めるが、ぐうたらな息子は言うことをきかない。やむなく、ストレプシアデース本人が道場に赴く。そして事態は思わぬ方向に……。

## その他
宮本百合子の『人間性・政治・文学（1）―いかに生きるかの問題―』によると、岸田國士、三島由紀夫、福田恆存、木下順二らによって結成された『雲の会』の名の由来はこの喜劇である。

## 日本語訳
- 高津春繁訳『雲』（生活社、1949年／岩波文庫、1957年、改版1977年）
  - 「雲」-「世界文学全集」河出書房新社 収録
- 田中美知太郎訳「雲」-『ギリシア喜劇全集 第1巻』収録（人文書院、1961年）
  - 『ギリシア劇集』収録（1963年、新潮社）
  - 『世界古典文学全集12 アリストパネス』収録（筑摩書房、1964年）
  - 『ギリシア喜劇 1 アリストパネス 上』収録（ちくま文庫、1986年）
  - 『田中美知太郎全集 第13巻』収録（筑摩書房、1977年）、全集新版は『第22巻』収録
- 橋本隆夫訳「雲」-『ギリシア喜劇全集 第1巻』収録（岩波書店、2008年）
- 戸部順一訳「雲」-『喜劇全集1』収録（西洋古典叢書：京都大学学術出版会、2024年）